# Palmett

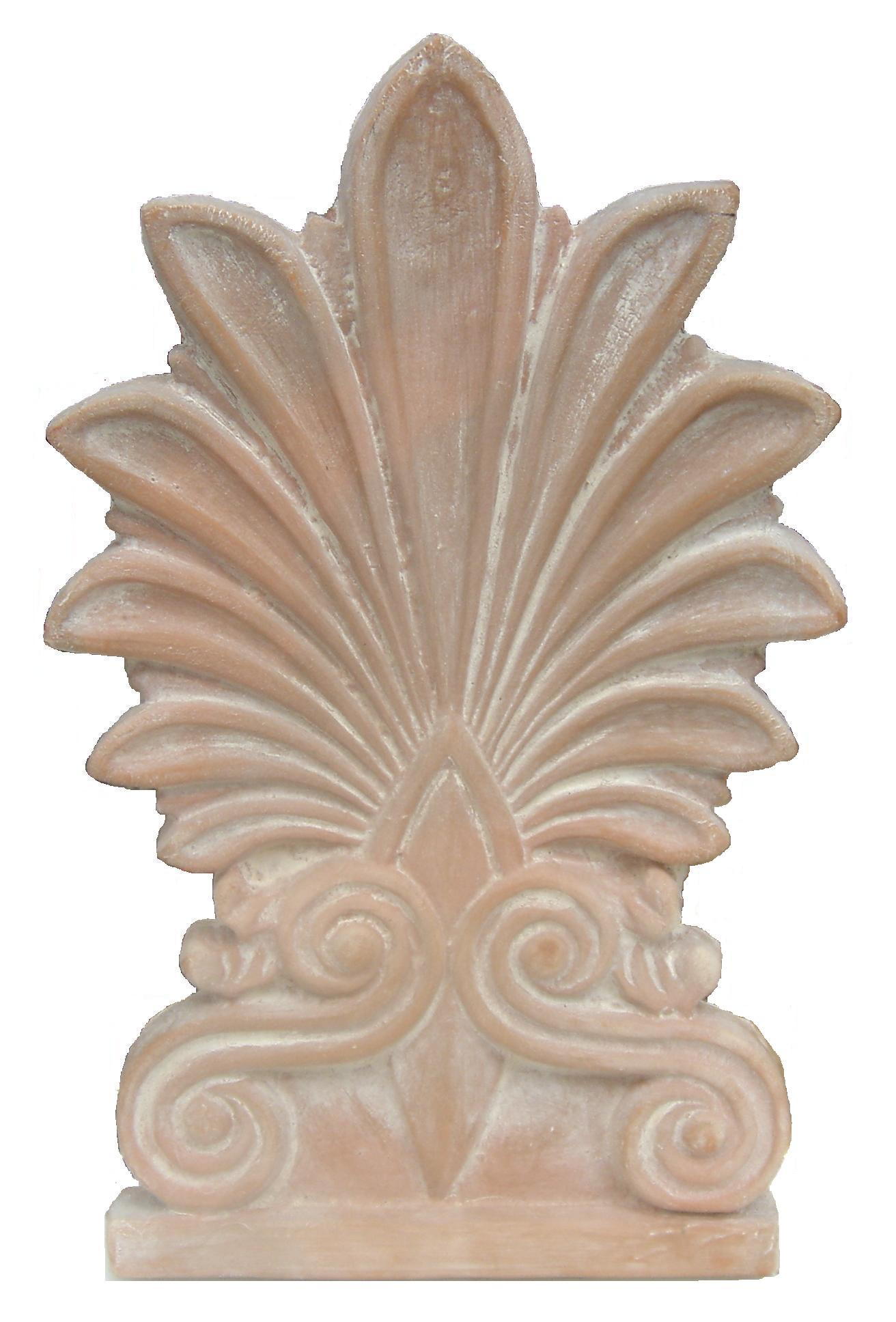
Ett antefix i form av en palmett.

Palmett (franska palmette, diminutiv av palme, "palm") är ett ofta förekommande ornament, sammansatt av smala, solfjäderformigt ordnade blad, vanligen sammanhållna vid basen av ett slags fäste, som ibland åt båda sidorna fortsätter i spirallagda band. Motivet, som tidigast förekommer i den assyriska konsten, tycks där vara hämtat direkt från naturen och utgöra en stiliserad ombildning av en palmkrona. Det förekommer senare under många former, både som fristående avslutning, i relief och som målning, inom den grekisk-romerska konsten ofta omväxlande med andra växtmotiv, särskilt liljeartade blommor eller knoppar, och med dessa bildande så kallade antemier. Från den antika konsten har palmetten upptagits av medeltidskonsten samt, framförallt, av renässansen och därpå följande stilarter. Från den assyriska konsten har palmetten å andra sidan övergått till de senare västasiatiska konstformerna samt återfinns i arabernas, iraniernas och indiernas ornamentik, även om den där på många sätt är upplöst och ombildad.
Även den svenska bildhuggaren Harald använda palmetter i gravvårdar i Västergötland under 1100-talet.